# Arena Maracanãzinho
Ginásio Gilberto Cardoso, cunoscut mai ales sub numele Maracanãzinho („micul Maracanã”), este o arenă multifuncțională din Rio de Janeiro. Este situată în imediata apropiere a Stadionului Maracanã, de unde îi vine denumirea, în zona de nord a orașului. 
Găzduiește evenimente culturale și sportive, dar este folosită mai ales pentru volei. Aici au avut loc Campionatul Mondial de Volei masculin din 1990, proba de volei a Jocurilor Panamericane din 2007 și finalele Ligii Mondiale de Volei din 1995, 2008 și 2015. Va găzdui probele de volei din cadrul Jocurilor Olimpice de vară din 2016.
Construită în 1954, a fost renovată pentru Jocurile Panamericane din 2007, fiind apoi echipată cu aer condiționat, odată cu întregul Complex Maracanã în cadrul Campionatului Mondial de Fotbal 2014.

## Legături externe
- pt  Maracanãzinho Arhivat în 3 martie 2016, la Wayback Machine., Superintendência de Desportos do Estado do Rio de Janeiro
- en  „World's leading volleyball players to compete in first Rio 2016 test event of the year”. rio2016.com (în engleză). 6 martie 2015. Arhivat din original la 4 februarie 2016. Accesat în 7 februarie 2016.